# ادی ون هیلن
ادی ون هیلن (به انگلیسی: Eddie Van Halen) (زادهٔ ۲۶ ژانویه ۱۹۵۵–درگذشته ۶ اکتبر ۲۰۲۰) آهنگ‌ساز و گیتاریست هلندی بود.
ادی ون هیلن را که بیشتر به عنوان نوازنده و بنیان‌گذار گروه راک ون هیلن شناخته می‌شود، از بزرگ‌ترین و بااستعدادترین نوازندگان گیتار الکتریک قرن بیستم می‌دانند.

## درباره
پدرش ژان ون هیلن نوازنده ساکسفون و کلارینت بود و مادرش یوژنیا تبار اندونزیایی داشت. نام کامل اِدی، ادوارد لودویگ ون هیلن است که بخش میانی آن برگرفته از اسم لودویگ وان بتهوون است. خود ون هیلن نیز بعدها این رویه نام‌گذاری را ادامه داد و زمانی که صاحب فرزند پسری شد او را ولفگانگ نام گذارد (برگرفته از نام ولفگانگ آمادئوس موتزارت).
در اوایل دهه ۶۰ میلادی خانواده‌اش به آمریکا مهاجرت کردند و در پاسادینای کالیفرنیا اقامت گزیدند. در همین سال‌ها بود که به همراه برادر بزرگترش اَلکس به فراگیری پیانو پرداخت. او مدتی بعد به نواختن درامز روی آورد و سرانجام گیتار را به‌عنوان ساز اصلی‌اش انتخاب کرد. تمرین‌های پیوسته دو برادر و آشنایی آن‌ها با دیوید لی راث در سال‌های بعد، به تشکیل گروه ون هیلن انجامید.
مجله رولینگ استون در سال ۲۰۱۰ و در رده‌بندی ۱۰۰ گیتاریست برتر تمامی دوران، ادی ون هیلن را در رتبه ۷۰ قرار داد و در سال ۲۰۱۵ او را با ۶۲ پله صعود، پس از جیمی هندریکس، اریک کلپتون، جیمی پیج، کیث ریچارد، جف بک، بی.بی.کینگ و چاک بری، در رتبه هشتم جای داد.
در سال ۱۹۸۲، ادی ون هیلن در تک‌آهنگ «بزن به چاک» اثر مایکل جکسون که جایزه گرمی «بهترین تک‌آهنگ سال» را برنده شد، تک نوازی گیتار الکتریک را برعهده داشت.

## تجهیزات موسیقی و شیوه نوازندگی

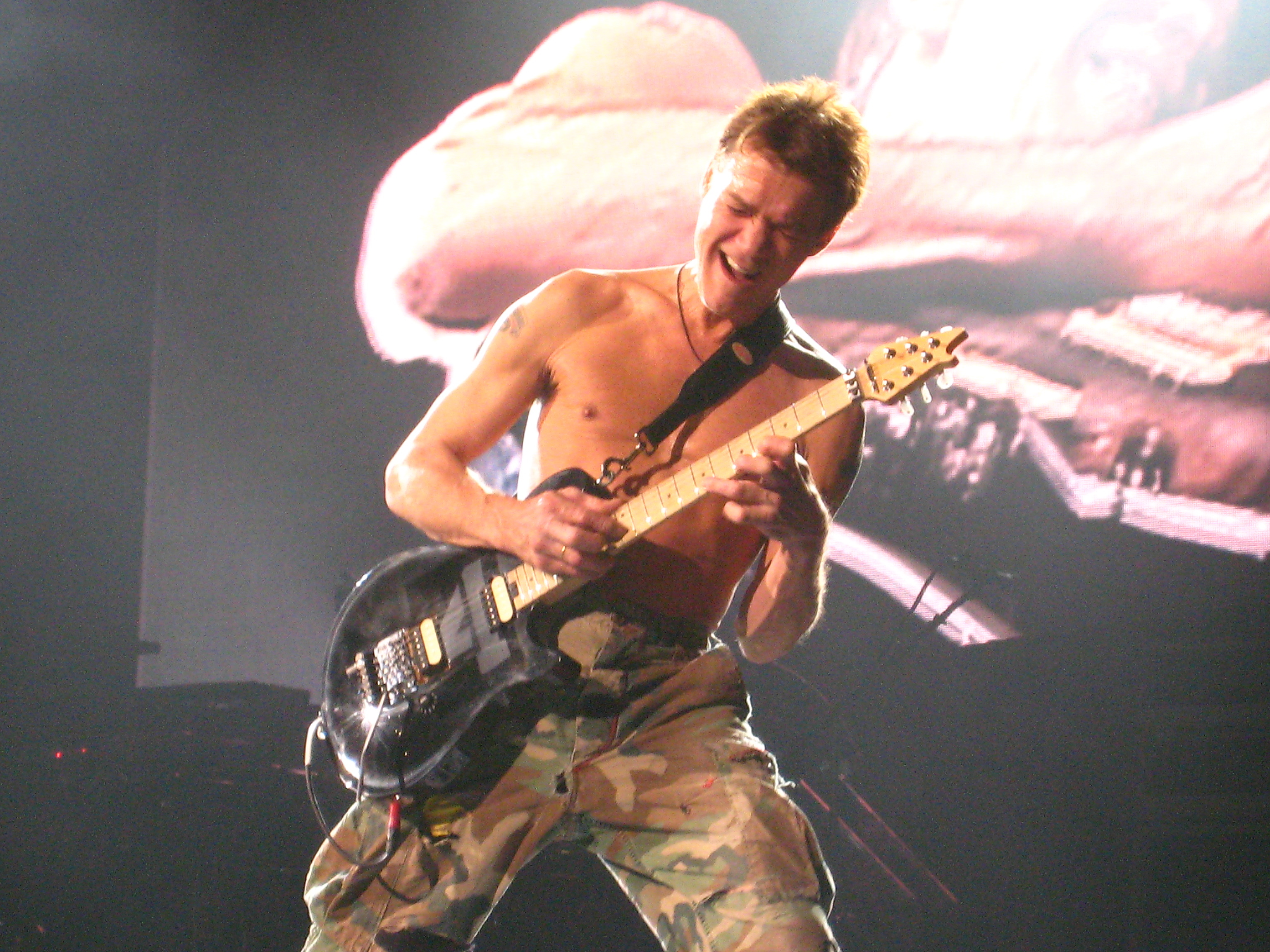
در حال اجرای قطعه "Eruption" با یک گیتار میوزیک‌من(۲۰۰۷)

ون هیلن را می‌توان یکی از تأثیرگذارترین نوازندگان گیتار الکتریک به‌شمار آورد که در تکامل شیوه نوازندگی با این ساز نقش به‌سزایی ایفا کرد. تپینگ دو دستی تکنیکی‌ست که توسط او ابداع شد و امروزه نوازندگان بیشماری در سبک‌های راک و متال از این تکنیک استفاده می‌کنند. او همچنین در تکامل بخشیدن به آرتیفیشال هارمونیکس، ترمولو پیکینگ و ویبراتو نقش بزرگی ایفا کرده‌است.
سازهای اصلی او یک گیتار قرمز رنگ دست‌ساز (بوسیله خودش) با نام فرنکن استرت و یک میوزیک‌من (سری اختصاصی خودش با نام ارنی بال) هستند. او همچنین از گیتارهای کرامر (سری اختصاصی خودش با نام فرانکن‌اشتین)، آیبانز (سری دسترایر)، پیوی (سری اختصاصی خودش با نام ولفگانگ) و شارول (سری آرت) استفاده می‌کند. ادی ون هیلن نشان تجاری مخصوص خودش با نام EVH را دارد که تولیدکننده گیتار، لوازم جانبی آن و آمپلی فایرهای ای.وی. اچ است.

## بیماری سرطان
در سال ۱۹۹۹ علائم سرطان دهان در وی پدیدار شد. به نظر می‌آمد که مصرف زیاد نوشیدنی‌های الکلی و سیگار دلیل ابتلای او به سرطان هستند. ون هیلن به توصیه پزشکان سیگار را کنار گذاشت و مدتی بعد بافت مشکوک ایجاد شده در قسمت زبان وی از بین رفت، اما بعد از چند ماه نشانه‌های بیماری دوباره بازگشت. ون هیلن دوباره سیگار کشیدن را شروع کرد و در مصاحبه‌ای اعلام کرد که او فکر نمی‌کند سیگار ربطی به این بیماری داشته باشد او همچنین گفته‌است که دلیلی ندارد بیماری‌اش را از هواداران مخفی نگاه دارد و دلیل ایجاد این بیماری را نگهداشتن پیک فلزی در دهانش برای زمان طولانی در هنگام کار در استودیو می‌داند.
او پس از ۲۰ سال مبارزه با سرطان در ۶ اکتبر ۲۰۲۰ در ۶۵ سالگی درگذشت.